# Кањон Матка
Матка (са значењем „материца“) је кањон који се налази западно од Скопља у Северној Македонији. Пружа се на отприлике 5.000 хектара, Матка је једно од најпопуларнијих одредишта на отвореном у Северној Македонији и дом неколико средњовековних манастира. Језеро Матка у склопу кањона Матка је најстарије вештачко језеро у земљи.

## Геологија
Постоји 10 пећина у кањону Матка, најкраћа је дужине 20 метара и најдужа дужине 176 метара. У кањону такође постоје две вертикалне јаме, обе се грубо протежу око 35 метара у дубину.

### Пећина Врело
Смештена на десној обали реке Треска, пећина Врело је наведена као једна од 77 најзанимљивијих природних локација на свету у оквиру пројекта Седам светских чуда природе.
Пећина Врело има много сталактита, укључујући један велики у средини пећине познат као „Шишарка“ који је име добио захваљујући свом облику. Постоје два језера на крају пећине. Мање језеро је 8 метара дужине на најширем делу и 15 метара дубине на најдубљем месту. Веће језеро је 35 метара дугачко на најширем делу и 18 метара дубоко у најдубљем месту.
Иако је тачна дубина пећине непозната, неки спекулишу да би то могла бити најдубља подводна пећина на свету.

## Биологија
Кањон Матка је дом разних биљака и животиња, од којих су неке ендемске врсте за ово подручје. Око 20% биљног живота се може наћи само у овом кањону. Кањон је такође дом 77 ендемских врста лептира. Пећине овог кањона су дом за велике популације слепих мишева.

## Атракције
Захваљујући својој близини Скопљу, кањон Матка је популарна дестинација за грађане и туристе. Кањон је један од најистакнутијих у области Македоније за алпско планинарење. Сезона пењања почиње око Ускрса и завршава се у новембру. Веслање кајаком на реци Треска је популарна активност на овом подручју, као што су риболов, лов, и пливање.

### Манастири
Подручје кањона је дом неколико историјских цркава и манастира. Манастир Светог Андрије налази се у клисури реке Треске. Саградио га је Андрија Мрњавчевић син краља Вукашина 1389. године, садржи фреске које је насликао Јован Митрополит.
Манастир Матка, или манастир Свете Богородице, саграђена у 14. веку, се налази на левој обали Треске. Према натпису на цркви, жена по имену Милица нашла је цркву у лошем стању и без крова 1497. године. Заменила је кров, додала нове фреске, изградила степениште и саградила виноград.
Манастир Свети Никола се налази на литици изнад кањона и манастира Светог Андрије. Датум изградње цркве је непознат. Први помен овог манастира био је у 17. веку, за време османске владавине. Иконостас цркве је осликан 1645, док су фреске на западној страни осликани 1630. године. Манастир је напуштен у 18. веку. Монах је нашао цркву без крова 1816. и покушао да га оживи, али је поново напуштен 1897. године. Манастир пружа јединствен поглед високо изнад кањона.

## Галерија
- Пењача
- Кајакаши
- Језеро Матка
- Матка 1919. године
- Поглед према кањону
- Манастир Матка
- Камени зидови изнад воде
- Матка и околне планине
- Комплекс манастира Светог Николе одозго
- Брана Матка